# Mark McCutcheon
Mark McCutcheon (* 21. Mai 1984 in Ithaca, New York) ist ein ehemaliger US-amerikanischer Eishockeyspieler, der im Verlauf seiner aktiven Karriere zwischen 2003 und 2015 unter anderem 145 Spiele in der American Hockey League (AHL) auf der Position des Centers bestritten hat. Darüber hinaus gewann McCutcheon im Jahr 2012 mit dem HC Bozen die Italienische Meisterschaft und war zudem eine Spielzeit bei den DEG Metro Stars in der Deutschen Eishockey Liga (DEL) aktiv.

## Karriere
Mark McCutcheon begann seine Karriere als Eishockeyspieler an der Cornell University, die er von 2003 bis 2007 besuchte und für deren Mannschaft in der National Collegiate Athletic Association (NCAA) aktiv war. Mit seiner Universitätsmannschaft gewann er 2005 die Meisterschaft der ECAC Hockey und wurde während dieser Zeit im NHL Entry Draft 2003 in der fünften Runde an 146. Stelle von der Colorado Avalanche aus der National Hockey League (NHL) ausgewählt. Von 2007 bis 2009 spielte der Center für die Lake Erie Monsters in der American Hockey League (AHL), wobei er in der Saison 2008/09 parallel dazu neun Spiele für die Johnstown Chiefs in der ECHL bestritt. 
In der Saison 2009/10 stand McCutcheon bei den Idaho Steelheads in der ECHL unter Vertrag und erzielte für das Team in insgesamt 49 Spielen 64 Scorerpunkte, davon 22 Tore. Zudem stand er parallel für die AHL-Teams Portland Pirates und Manitoba Moose auf dem Eis. Die Spielzeit 2010/11 begann der US-Amerikaner beim norwegischen Verein Vålerenga IF, mit dem er zunächst in der Saisonvorbereitung an der European Trophy teilnahm. Anschließend kam er in acht Spielen in der GET-ligaen zum Einsatz und erzielte dabei fünf Tore und gab drei Vorlagen. Im November 2010 wechselte er zu den DEG Metro Stars in die Deutsche Eishockey Liga (DEL). In der Saison 2011/12 stand McCutcheon für den HC Bozen aus der italienischen Serie A1 auf dem Eis, mit dem er die Italienische Meisterschaft gewann. Er verbrachte noch eine weitere Saison bei den Südtirolern, mit denen er den italienischen Supercup gewann.
Trotz der Erfolge in Italien kehrte der Mittelstürmer im Sommer 2013 wieder zu Vålerenga in die norwegische Hauptstadt Oslo zurück. Er verließ den Klub jedoch noch vor Saisonende und schloss sich im Februar 2014 dem dänischen Klub Aalborg Pirates aus der Metal Ligaen an. Seine letzte Profispielzeit verbrachte McCutcheon in der Saison 2014/15 beim nordirischen Hauptstadtklub Belfast Giants in der britischen Elite Ice Hockey League (EIHL). Anschließend beendete er im Alter von 31 Jahren seine aktive Karriere.

## Erfolge und Auszeichnungen
- 2005 Whitelaw-Cup-Gewinn mit der Cornell University
- 2012 Italienischer Meister mit dem HC Bozen
- 2012 Supercoppa-Italiana-Gewinn mit dem HC Bozen

## Karrierestatistik
(Legende zur Spielerstatistik: Sp oder GP = absolvierte Spiele; T oder G = erzielte Tore; V oder A = erzielte Assists; Pkt oder Pts = erzielte Scorerpunkte; SM oder PIM = erhaltene Strafminuten; +/− = Plus/Minus-Bilanz; PP = erzielte Überzahltore; SH = erzielte Unterzahltore; GW = erzielte Siegtore; 1 Play-downs/Relegation; Kursiv: Statistik nicht vollständig)